# Astrogymnotes catasticta
Astrogymnotes catasticta is een slangster uit de familie Ophiomyxidae.
De wetenschappelijke naam van de soort werd in 1914 gepubliceerd door Hubert Lyman Clark.